# Hargeville
 Hargeville  es una población y comuna francesa, en la región de Isla de Francia, departamento de Yvelines, en el distrito de Mantes-la-Jolie y cantón de Guerville.

## Demografía
| 156 | 164 | 156 | 125 | 140 | 155 | 142 | 137 | 136 | 136 | 134 | 134 | 140 | 120 | 140 | 118 | 118 | 130 | 114 | 98 | 114 | 90 | 98 | 103 | 101 | 127 | 142 | 152 | 144 | 261 | 275 | 319 |
| Para los censos de 1962 a 1999 la población legal corresponde a la población sin duplicidades (Fuente: INSEE [Consultar]) |     |     |     |     |     |     |     |     |     |     |     |     |     |     |     |     |     |     |    |     |    |    |     |     |     |     |     |     |     |     |     |